# Allium elegantulum
Allium elegantulum är en amaryllisväxtart som beskrevs av Masao Kitagawa. Allium elegantulum ingår i släktet lökar, och familjen amaryllisväxter. Inga underarter finns listade i Catalogue of Life.